# Lidia Stanisławska
Lidia Stanisławska (ur. 17 października 1954 w Szczecinie) – polska piosenkarka i dziennikarka.

## Życiorys
Debiutowała w 1973 na festiwalu koszalińskiej giełdy piosenki, gdzie zajęła pierwsze miejsce.
W 1974 wystąpiła na XII Krajowym Festiwalu Piosenki Polskiej w Opolu, podczas którego zdobyła wyróżnienie śpiewając na koncercie debiutantów „Mikrofon dla wszystkich”. Jesienią 1974 rozpoczęła edukację w szkółce piosenkarskiej ZAKR, prowadzonej w warszawskiej kawiarni Bristol. Jednocześnie podjęła studia na wydziale piosenkarskim Państwowej Szkoły Muzycznej im. Fryderyka Chopina. W kolejnych latach aktywnie współpracowała i występowała z kabaretem Pod Egidą.
Podczas Koncertu „Debiuty” na XIV Krajowym Festiwalu Piosenki Polskiej w Opolu w 1976 wokalistka otrzymała wyróżnienie za piosenkę Czułość. Utwór „Dzwon znad doliny” z muzyką Leszka Bogdanowicza dotarł do finału konkursu „Grand Prix de Paris”, organizowanego w Paryżu dla utalentowanych debiutantów z całej Europy. Kolejny występ piosenkarki na Festiwalu w Opolu miał miejsce podczas XVI edycji imprezy w 1978, gdzie zdobyła II nagrodę za interpretacje utworu Gram w kiepskiej sztuce. W tym samym roku wystąpiła w konkursie Sopot Festival 1978, na którym dzięki piosence Gwiazda nad Tobą zajęła trzecie miejsce, tuż za takimi sławami jak Václav Neckář czy Ałła Pugaczowa. Po sukcesie utworu Gwiazda nad Tobą Lidia Stanisławska wydała w 1979 swoją debiutancką płytę o takim samym tytule. W międzyczasie wokalistka nagrała wokalizy do filmów Palace Hotel oraz Wesela nie będzie. Lata 80. i 90. to okres koncertów piosenkarki w całej Europie, dzięki którym stała się rozpoznawalna m.in. w Czechosłowacji, Bułgarii czy byłej Niemieckiej Republice Demokratycznej. W 2001 piosenkarka wydała swoją drugą płytę zatytułowaną Inna twarz.
Od 2007 występuje w spektaklu Kobiety w sytuacji krytycznej w Teatrze „Polonia” w Warszawie.
Autorka dwóch książek z anegdotami polskiego środowiska artystycznego, zatytułowanych Gwiazdy w anegdocie (cz I i II). Od 2010 anegdoty w formie felietonów publikuje także na łamach tygodnika „Tele Tydzień”. W 2012 artystka wydała książkę autobiograficzną Jak nie zrobić kariery czyli potyczki z show-biznesem. W 2022 wystąpiła premierowo ze swoim autorskim monodramem Profesjonalistka.
W 2020 otrzymała Brązowy Medal „Zasłużony Kulturze Gloria Artis”.

## Dyskografia
| Rok  | Tytuł                                                                              |
| ---- | ---------------------------------------------------------------------------------- |
| 1979 | Gwiazda nad Tobą - Data wydania: 1979 - Wytwórnia płytowa: Polskie Nagrania „Muza” |
| 2001 | Inna twarz - Data wydania: 2001 - Wytwórnia płytowa: Fonosfera                     |

## Filmografia
Aktorka:
- 1975: Czterdziestolatek odc. 8 – jako piosenkarka
- 2010: Plebania odc. 1424, 1425, 1427, 1437 – jako Rybarczykowa
- 2010: Samo życie odc. 1427 – jako urzędniczka w Urzędzie Stanu Cywilnego
- 2010: Plebania odc. 1618, 1619 – jako pani z różą

Wykonanie piosenek:
- 1977: Palace Hotel
- 1978: Wesela nie będzie